# Corrado Gaipa
Corrado Gaipa, né le 13 mars 1925 à Palerme (Sicile) et mort le 21 septembre 1989 à Rome (Latium), est un acteur italien.

## Biographie
Intégrant en 1943 l'Académie nationale d'art dramatique Silvio-D'Amico à Rome, Corrado Gaipa en ressort diplômé en 1946 et débute comme acteur de théâtre, y compris à la radio où il se produit souvent (ex. : La Dame de la mer d'Henrik Ibsen diffusée en 1956).
Au cinéma, il contribue comme acteur à trente-six films (majoritairement italiens ou en coproduction) entre 1965 et 1981, dont Ce merveilleux automne de Mauro Bolognini (1969, avec Gina Lollobrigida et Gabriele Ferzetti), Drame de la jalousie d'Ettore Scola (1970, avec Marcello Mastroianni et Monica Vitti), Le Parrain de Francis Ford Coppola (film américain, 1972, séquence en Sicile, avec Simonetta Stefanelli et Saro Urzì, lui-même personnifiant Don Tommasino, le protecteur du jeune Michael Corleone) et Cadavres exquis de Francesco Rosi (1976, avec Lino Ventura et Renato Salvatori).
À la télévision italienne (ou sur des coproductions), outre trois téléfilms (1971-1974-1975), il apparaît dans vingt-quatre séries, depuis Le inchieste del commissario Maigret (un épisode, 1972) jusqu'à la mini-série Marco Polo (un épisode, 1982). Entretemps, citons Il marsigliese (mini-série, trois épisodes, 1975) et Sam et Sally (un épisode, 1980).
Également très actif comme acteur de doublage au grand et au petit écran, il est notamment la voix italienne de Burt Lancaster dans Le Guépard de Luchino Visconti (1963), de Pat Hingle dans Pendez-les haut et court de Ted Post (1968), de Jean Gabin dans La Horse de Pierre Granier-Deferre (1969), ou encore d'Alec Guinness (Obi-Wan Kenobi) dans Star Wars, épisode IV : Un nouvel espoir de George Lucas (1977). Il participe aussi à des films d'animation, comme Le Livre de la jungle de Wolfgang Reitherman (1967), où il est la voix italienne de Bagheera.
Pressenti pour reprendre son rôle de Don Tommasino dans Le Parrain, 3e partie du même Coppola (1990), il y est remplacé par Vittorio Duse, à la suite de sa mort survenue à 64 ans (de maladie) en 1989, au moment du tournage.

## Filmographie partielle

### Cinéma

#### Acteur
- 1969 : Ce merveilleux automne (Un bellissimo novembre) de Mauro Bolognini : Oncle Alfio
- 1970 : Metello de Mauro Bolognini : Badolati
- 1970 : Drame de la jalousie (Dramma della gelosia - tutti i particolari in cronaca) d'Ettore Scola : le président du tribunal
- 1971 : Journée noire pour un bélier ou Jour maléfique (Giornata nera per l'ariete) de Luigi Bazzoni : le directeur du journal
- 1971 : L'uomo dagli occhi di ghiaccio d'Alberto De Martino : Isaac Thetman
- 1972 : Folie meurtrière ou Mon cher assassin (Mio caro assassino) de Tonino Valerii : le président de la compagnie d'assurances
- 1972 : Société anonyme anti-crime (La polizia ringrazia) de Steno : l'avocat Armani
- 1972 : Le Parrain (The Godfather) de Francis Ford Coppola, séquence en Sicile : Don Tommasino
- 1972 : Abus de pouvoir (Abuso di potere) de Camillo Bazzoni : Günther Rosenthal
- 1972 : La Filière (Afyon – Oppio) de Ferdinando Baldi : Calogero
- 1972 : Obsédé malgré lui (Nonostante le apparenze... e purché la nazione non lo sappia... All'onorevole piacciono le donne) de Lucio Fulci : Don Gesualdo
- 1972 : Sans famille, sans le sou, en quête d'affection (Senza famiglia, nullatenenti cercano affetto) de Vittorio Gassman : le juge
- 1972 : Enquête sur la mort par empoisonnement du détenu Pisciotta Gaspare (Il caso Pisciotta) d'Eriprando Visconti : le directeur de la prison
- 1973 : Le Boss (Il boss) de Fernando Di Leo : l'avocat Rizzo
- 1973 : Piazza pulita de Luigi Vanzi : un mafieux
- 1973 : Giordano Bruno de Giuliano Montaldo : le confesseur de Mocenigo
- 1973 : L'Emprise des sens (Anna, quel particolare piacere) de Giuliano Carnimeo : le médecin
- 1973 : Big Guns : Les Grands Fusils (Tony Arzenta) de Duccio Tessari : le père de Tony
- 1973 : Chino (Valdez, il mezzosangue) de Duilio Coletti et John Sturges : le prêtre
- 1973 : L'Emprise de la main noire (La mano nera) d'Antonio Racioppi : l'avocat
- 1974 : Pénitencier de femmes perverses ou Prison spéciale (Prigione di donne) de Brunello Rondi : le magistrat
- 1974 : La Lame infernale (La polizia chiede aiuto) de Massimo Dallamano : le procureur
- 1976 : Cadavres exquis (Cadaveri eccellenti) de Francesco Rosi : le mafieux à l'interrogatoire
- 1977 : Caresses bourgeoises (Un spirale di nebbia) d'Eriprando Visconti : Pietro Sangermano
- 1977 : Antigang (La malavita attacca... la polizia risponde !) de Mario Caiano : le médecin

#### Acteur de doublage

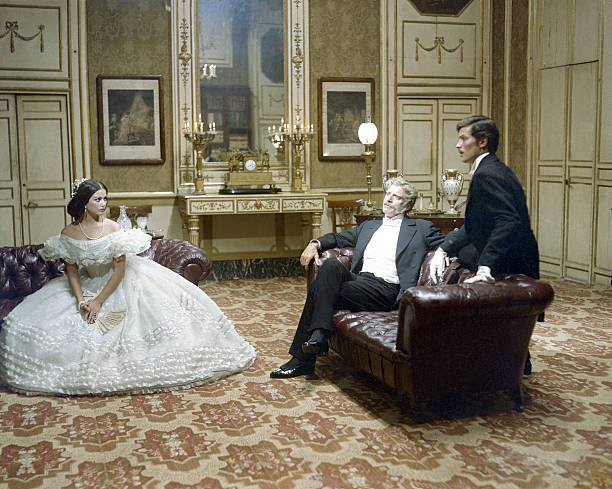
Le Guépard (1963), avec de g. à d. Claudia Cardinale, Burt Lancaster (le prince Salina) et Alain Delon, où Corrado Gaipa est la voix du prince dans la version originale italienne

(films étrangers et d'animation : voix de la version italienne ; films italiens : voix d'acteurs étrangers)
- 1933 : La Soupe au canard (Duck Soup) de Leo McCarey (voix de Louis Calhern, nouvelle version italienne)
- 1942 : Griffes jaunes (Across the Pacific) de John Huston (voix de Sydney Greenstreet, nouvelle version italienne)
- 1946 : Le Grand Sommeil (The Big Sleep) d'Howard Hawks (voix de Charles Waldron, version italienne de 1975)
- 1960 : La Grande Pagaille (Tutti a casa) de Luigi Comencini (voix de Martin Balsam)
- 1962 : La Bataille de Naples (Le quattro giornate di Napoli) de Nanni Loy (voix de Georges Wilson)
- 1963 : Vip, mon frère le super héros (Vip mio fratello superuomo) de Bruno Bozzetto (animation) : le colonel
- 1963 : Le Guépard (Il Gattopardo) de Luchino Visconti (voix de Burt Lancaster)
- 1965 : Falstaff (Campanadas a medianoche) d'Orson Welles (voix d'Orson Welles)
- 1967 : Au diable les anges (Operazione San Pietro) de Lucio Fulci (voix d'Edward G. Robinson)
- 1967 : Devine qui vient dîner... (Guess Who's Coming to Dinner) de Stanley Kramer (voix de Spencer Tracy)
- 1967 : Les Douze Salopards (The Dirty Dozen) de Robert Aldrich (voix de Telly Savalas)
- 1967 : Le Livre de la jungle (The Jungle Book) de Wolfgang Reitherman (animation) : Bagheera
- 1967 : Astérix le Gaulois de Ray Goossens (animation) : Abraracourcix
- 1967 : Dans la chaleur de la nuit (In the Heat of the Night) de Norman Jewison (voix de Rod Steiger)
- 1968 : La Mafia fait la loi (Il giorno della civetta) de Damiano Damiani (voix de Lee J. Cobb)
- 1968 : Les Souliers de saint Pierre (The Shoes of the Fisherman) de Michael Anderson (voix de Leo McKern)
- 1968 : Il était une fois dans l'Ouest (C'eara una volta il West) de Sergio Leone (voix de Frank Wolff)
- 1968 : Chacun pour soi (Oguno per sè) de Giorgio Capitani (voix de Van Heflin)
- 1968 : Astérix et Cléopâtre de René Goscinny et Albert Uderzo (animation) : Obélix
- 1968 : Pendez-les haut et court (Hang 'Em High) de Ted Post (voix de Pat Hingle)
- 1968 : Le Fantôme de Barbe-Noire (Blackbeard's Ghost) de Robert Stevenson (voix de Peter Ustinov)
- 1968 : Le Lion en hiver (The Lion in Winter) d'Anthony Harvey (voix de Nigel Stock)
- 1968 : Chitty Chitty Bang Bang de Ken Hughes (voix de James Robertson Justice)
- 1968 : Rosemary's Baby de Roman Polanski (voix de Sidney Blackmer)
- 1968 : 2001, l'Odyssée de l'espace (2001: A Space Odyssey) de Stanley Kubrick (voix d'Alan Gifford)
- 1968 : Will Penny, le solitaire (Will Penny) de Tom Gries (voix de Ben Johnson)
- 1969 : Krakatoa à l'est de Java (Krakatoa: East of Java) de Bernard L. Kowalski (voix de Brian Keith)
- 1969 : La Horse de Pierre Granier-Deferre (voix de Jean Gabin)
- 1969 : La Bataille d'Angleterre (Battle of Britain) de Guy Hamilton (voix de Ralph Richardson)
- 1970 : Trop tard pour les héros (Too Late the Hero) de Robert Aldrich (voix de Denholm Elliott)
- 1970 : Les Aristochats (The Aristocats) de Wolfgang Reitherman (animation) : Scat Cat
- 1970 : Le Clan des McMasters (The McMasters) d'Alf Kjellin (voix de Burl Ives)
- 1971 : Miracle à l'italienne (Per grazia ricevuta) de Nino Manfredi (voix de Lionel Stander)
- 1973 : Scorpio de Michael Winner (voix de Paul Scofield)
- 1973 : Le Témoin à abattre (La polizia incrimina la legge assolve) d'Enzo G. Castellari (voix de James Whitmore)
- 1973 : Ludwig : Le Crépuscule des dieux (Ludig) de Luchino Visconti (voix de Gert Fröbe)
- 1974 : Lucky Luciano de Francesco Rosi (voix d'Edmond O'Brien)
- 1975 : L'Odyssée du Hindenburg (The Hindenburg) de Robert Wise (voix de Burgess Meredith)
- 1975 : Mes chers amis (Amici miei) de Mario Monicelli (voix de Bernard Blier)
- 1976 : L'Héritage (L'eredità Ferramonti) de Mauro Bolognini (voix d'Anthony Quinn)
- 1977 : Star Wars, épisode IV : Un nouvel espoir (Star Wars: Episode IV – A New Hope) de George Lucas (voix d'Alec Guinness : Obi-Wan Kenobi)
- 1977 : Les Grands Fonds (The Deep) de Peter Yates (voix d'Eli Wallach)
- 1977 : Julia de Fred Zinnemann (voix de Jason Robards)
- 1978 : Le Convoi (Convoy) de Sam Peckinpah (voix d'Ernest Borgnine)
- 1986 : Ginger et Fred (Ginger e Fred) de Federico Fellini (voix de Friedrich von Ledebur)

### Télévision
(acteur de séries, sauf mention contraire)
- 1971 : La rosa bianca d'Alberto Negrin (téléfilm) : Kurt Huber
- 1972 : Le inchieste del commissario Maigret, saison 4, épisode 3 Maigret in pensione de Mario Landi : Germain Cageot
- 1975 : Il marsigliese, mini-série de Giacomo Battiato, 3 épisodes : Tanino Sciacca
- 1979 : La dama dei veleni, mini-série de Silverio Blasi, 2 épisodes : Guido Santacroce
- 1980 : Sam et Sally, saison 2, épisode 6 L'Avion de Joël Seria : Dr Jesse
- 1982 : Marco Polo, mini-série de Giuliano Montaldo, épisode 1 : un sénateur